# Pleospora laminariana
Pleospora laminariana är en svampart som beskrevs av G.K. Sutherl. 1916. Pleospora laminariana ingår i släktet Pleospora och familjen Pleosporaceae.   Inga underarter finns listade i Catalogue of Life.